# Comité d'éthique de la défense
Le Comité d’éthique de la défense (COMEDEF) est un organisme officiel français créé par la ministre des armées, Florence Parly.

## Histoire
Le comité d’éthique de la défense est né à la suite d'un discours de la ministre à Saclay, le 5 avril 2019, sur « l’intelligence artificielle et la défense » (IA).  
La mission du COMEDEF excède cependant largement le champ de l’IA. Les avis émis par le comité sont chargés « de contribuer à la réflexion sur les questions intéressant la défense et de faire toutes propositions utiles en matière d’éthique ». C'est un outil pour débattre des enjeux éthiques relatifs aux nouvelles technologies dans le domaine militaire ainsi qu’à l’évolution du métier des armes. Son organisation est défini dans l'arrêté ministériel du 17 juillet 2019 portant création du comité d'éthique de la défense.
Le comité délibère collégialement et de façon indépendante des avis qu’il transmet à la ministre des armées. Ces avis interviennent sur saisie de la ministre, du chef d'état-major des armées (CEMA), du délégué général pour l'armement (DGA) ou du secrétaire général pour l'administration (SGA). Le comité peut également s’auto-saisir. Les avis du comité peuvent être rendus publics sur décision du ministre des armées.

## Organisation
Le comité se compose de 18 membres dont un président et un vice-président. Les membres sont nommés par la ministre de la défense pour une durée de 3 ans, renouvelable une fois.[réf. nécessaire]

### Présidence
Depuis sa création en 2020, son président est Bernard Pêcheur, un haut-fonctionnaire français, président de section honoraire au Conseil d'État et ancien président du Haut Comité d’évaluation de la condition militaire. De 2020 à 2023, la vice-présidence était assurée par le général d’armée (2S) Henri Bentégeat, ancien CEMA. Depuis 2023, ce rôle est assuré par le général d'armée (2S) Bernard Thorette, ancien CEMAT. 

### Choix des membres
Le comité est composé de 18 membres, d’âges et d’horizons divers (ingénieurs, médecins, historiens, militaires, philosophes, juristes). Parmi eux, 8 sont nommés sur proposition :
- du chef d’État-major des armées (Thierry Burkhard) ;
- du délégué général pour l’armement (Emmanuel Chiva) ;
- de la secrétaire générale pour l’administration (Christophe Mauriet).

Et 8 autres sont choisis en fonction de leurs compétences professionnelles, scientifiques ou académiques.

### Membres actuels
- Bernard Pêcheur, président du Comité depuis janvier 2020, président de section (h) au Conseil d’État, ancien président du Haut-Comité d’Évaluation de la Condition Militaire.
- Bernard Thorette, membre du Comité depuis janvier 2020, il en prend la vice-présidence en mars 2023. Général d'armée (2s) ancien chef d’État-major de l'armée de terre, conseiller d’État.

- Christine Balagué, membre depuis janvier 2020, professeur en Sciences de Gestion et fondatrice du réseau "Good in Tech" à l’Institut Mines-Télécom Business School.
- Serge Barcellini, membre depuis mars 2023, il est contrôleur général des armées (2s), ancien directeur de cabinet du secrétaire d’État aux Anciens Combattants.
- Marie-Germaine Bousser, membre depuis janvier 2020, professeure émérite de neurologie, membre de l'Académie de médecine.
- Walter Bruyère-Ostells, membre depuis mars 2023, docteur en Histoire, directeur du département d'Histoire de l'IEP d'Aix-en-Provence.
- Patrick Careil, membre depuis mars 2023, Inspecteur général des Finances honoraire.
- Hervé de Courrèges, membre depuis mars 2023, général de division, directeur de l'Académie militaire de Saint-Cyr Coëtquidan.
- Michel Gostiaux, membre depuis janvier 2020, ingénieur général de l'armement, directeur de l’unité de management Nucléaire, Biologique et Chimique au sein de la direction générale de l’armement.
- Xavier Landot, membre depuis mars 2023, contre-amiral (2s), issu du corps des navigateurs aériens et diplômé d’un master 2 en sciences politiques, ancien adjoint interarmées auprès du Commandement des forces françaises stationnées à Djibouti.
- Aurélie Lecam, membre depuis janvier 2020, commissaire principal, juriste de formation, œuvrant au sein du service du commissariat, cet officier est spécialisé dans le conseil juridique en appui des opérations.
- Kévin Limonier, membre depuis mars 2023, Docteur en Géographie et Études slaves, il est chercheur spécialiste de la géopolitique du cyberespace.
- Ariane Michaud, membre depuis mars 2023, médecin en chef, breveté en médecine aéronautique et spatiale, officier traitant à l'Inspection générale des Armées - SSA.
- Bruno Paupy, membre depuis janvier 2020, colonel, officier aviateur commandant le Centre national des opérations aériennes (CNOA), ancien commandant de la base aérienne de Saint-Dizier.
- Guillaume Schlumberger, membre depuis janvier 2020, contrôleur général des armées, ancien directeur de la stratégie de défense, de la prospective et de la contre-prolifération à la Délégation Générale des Relations Internationales et de la Stratégie (DGRIS), actuellement contrôleur général des armées en mission extraordinaire.
- Catherine Tessier, membre depuis janvier 2020, directrice de recherche à l'ONERA (département Traitement de l'Information et Systèmes) et référente intégrité scientifique et éthique de la recherche de l’ONERA.
- Nicolas Théry, membre depuis janvier 2020, président de la confédération nationale du Crédit Mutuel.
- Cathy Thilly-Soussan, membre depuis janvier 2020, ingénieur spécialiste des programmes d’armement et des accords internationaux.

### Première mandature
De janvier 2020 à janvier 2023, le Comité d'éthique de la défense était composé de :

- Henri Bentégeat, vice-président, Général d’armée(2S). Ancien Chef d’État-major des Armées.
- Rose-Marie Antoine, ancienne Directrice Générale de l'Office National des Anciens Combattants et Victimes de Guerre.
- Christine Balagué, membre depuis janvier 2020, professeur en Sciences de Gestion et fondatrice du réseau "Good in Tech" à l’Institut Mines-Télécom Business School.
- Marie-Germaine Bousser, professeure émérite de neurologie, membre de l’Académie de médecine
- Hervé Drévillon, professeur d’Histoire à l’Université Paris I (Panthéon-Sorbonne).
- Michel Gostiaux, membre depuis janvier 2020, ingénieur général de l'armement, directeur de l’unité de management Nucléaire, Biologique et Chimique au sein de la direction générale de l’armement.
- Laurent Hermann, officier de la Marine nationale, expert des opérations sous-marines et ingénieur en génie atomique.
- Jean-Baptiste Jeangène Vilmer, philosophe, Directeur de l’Institut de Recherche Stratégique de l’École militaire.
- Aurélie Lecam, membre depuis janvier 2020, commissaire principal, juriste de formation, œuvrant au sein du service du commissariat, cet officier est spécialisé dans le conseil juridique en appui des opérations.
- Bruno Paupy, membre depuis janvier 2020, colonel, officier aviateur commandant le Centre national des opérations aériennes (CNOA), ancien commandant de la base aérienne de Saint-Dizier.
- Philippe Rouanet de Berchoux, médecin général des Armées, ancien directeur central du Service de Santé des Armées.
- Guillaume Schlumberger, membre depuis janvier 2020, contrôleur général des armées, ancien directeur de la stratégie de défense, de la prospective et de la contre-prolifération à la Délégation Générale des Relations Internationales et de la Stratégie (DGRIS), actuellement contrôleur général des armées en mission extraordinaire.
- Nicolas Théry, président de la Confédération Nationale du Crédit mutuel.
- Bernard Thorette, général d’armée (2S), ancien chef d’état-major de l’armée de terre, conseiller d’État.
- Catherine Tessier, membre depuis janvier 2020, directrice de recherche à l'ONERA (département Traitement de l'Information et Systèmes) et référente intégrité scientifique et éthique de la recherche de l’ONERA.
- Cathy Thilly-Soussan, membre depuis janvier 2020, ingénieur spécialiste des programmes d’armement et des accords internationaux.

## Sujets
Le comité est né à la suite de recommandations issues de travaux du ministère sur l’intelligence artificielle. En 2020, le comité a été chargé d’étudier deux sujets : « Le soldat augmenté » et « les systèmes d’armes létaux autonomes (SALA) ».
Le comité a rendu son premier avis le 18 septembre 2020 sur « Le soldat augmenté ». Il a rendu son avis sur « l’autonomie dans les systèmes d’armes létaux autonomes » le 29 avril 2021. Il a été chargé de réfléchir en 2021 sur « l’environnement numérique du combattant » et sur « l’éthique dans la formation des militaires ». Ces deux avis ont été rendus à la Ministre le 13 avril 2022. Enfin, le 29 septembre 2022, le comité d'éthique de la défense publie son troisième avis de l'année, intitulé : « l'éthique de la défense spatiale ». Tous ces avis sont publiés sur le site du ministère des armées.

## Événements
- 10 janvier 2020 : Discours de lancement du comité par Florence Parly[4]
- 4 décembre 2020 : Forum de l’innovation[5]
- 9 décembre 2020 : Audition du président M. Pêcheur par la commission de la défense de l’Assemblée nationale sur le sujet du soldat augmenté[6]
- 4 mai 2021 : Séminaire éthique école navale[7]
- 10 mai 2021 : Discours de la Ministre des armées Florence Parly à Creil[8]
- 22 septembre 2021 : audition du président M. Pêcheur par la commission de la défense de l'Assemblée nationale sur le sujet de l'autonomie dans les systèmes d'armes létaux[9]
- 9 novembre 2021 : Colloque « Les enjeux de l'autonomie des systèmes d'armes létaux », organisé par le centre de recherche de l’académie militaire de Saint- Cyr Coëtquidan en partenariat avec la Croix-Rouge française[10]

## Polémiques
En 2021, lors d'une émission radiophonique sur France culture, le philosophe de l'IA Emmanuel Goffi (en) souligne que les recommandations fournies par le COMEDEF sont incomplètes et plus proches de considérations opérationnelles, juridiques que de véritables recherches à caractère éthique. Il attribue cette insuffisance au nombre limité de philosophes parmi les membres.

### Articles Connexes
- Système d'armes létal autonome
- Système d'armes
- Éthique militaire